# Clare Polkinghorne
Clare Elizabeth Polkinghorne (Brisbane, 1 de febrero de 1989) es una futbolista australiana. Juega de defensora y su equipo actual es el Vittsjö GIK de la Damallsvenskan de Suecia. Es internacional con la selección de Australia desde 2006, con quien ha disputado más de 150 partidos internacionales.

## Trayectoria
Para la temporada 2014, Polkinghorne fue cedida al INAC Kobe Leonessa en Japón. Fichó con Portland Thorns de la National Women's Soccer League después de la Copa Mundial Femenina de la FIFA 2015.
Portland Thorns dejó libre a Polkinghorne en febrero de 2016.
El 7 de enero de 2017, Polkinghorne se convirtió en la primera jugadora en disputar 100 partidos en la W-League, los cuales ha jugado todos para Brisbane Roar.
Polkinghorne representó por primera vez a la selección femenina de fútbol de Australia en 2006 y ha jugado más de 100 partidos, marcando 9 goles. Jugó tanto en la Copa Mundial Femenina de la FIFA 2007 como en la Copa Mundial Femenina de la FIFA 2011. También fue convocada para la Copa Mundial Femenina de la FIFA 2015, pero no jugó ningún partido en ella.
El 7 de junio de 2018, Polkinghorne firmó con el Houston Dash.
En diciembre de 2020, Polkinghorne volvió a firmar con Brisbane Roar después de su paso por el Avaldsnes de Noruega.
En 2025 fue condecorada con la Medalla de la Orden de Australia (OAM).
Estudió Criminología y Justicia Penal en la Universidad Griffith.

## Estadísticas

### Clubes
| Club                          | País           | Año             |
| ----------------------------- | -------------- | --------------- |
| Brisbane Toro                 | Australia      | 2003            |
| Queensland Lions              | Australia      | 2004            |
| Queensland Sting              | Australia      | 2004 - 2008     |
| Brisbane Roar                 | Australia      | 2008 - presente |
| INAC Kobe Leonessa (préstamo) | Japón          | 2014            |
| Portland Thorns FC            | Estados Unidos | 2015            |
| Houston Dash                  | Estados Unidos | 2018 - 2019     |
| Avaldsnes IL                  | Noruega        | 2020            |
| Vittsjö GIK                   | Suecia         | 2021 - presente |

## Palmarés

### Títulos nacionales
| Título                         | Club             | País      | Año     |
| ------------------------------ | ---------------- | --------- | ------- |
| Women's National Soccer League | Queensland Sting | Australia | 2005    |
| W-League (T. Reg.)             | Brisbane Roar    | Australia | 2008-09 |
| W-League (Grand Final)         | Brisbane Roar    | Australia | 2008-09 |
| W-League (Grand Final)         | Brisbane Roar    | Australia | 2010-11 |
| W-League (T. Reg.)             | Brisbane Roar    | Australia | 2012-13 |

### Títulos internacionales
| Título                                | Club      | País           | Año  |
| ------------------------------------- | --------- | -------------- | ---- |
| Campeonato Femenino de la AFF         | Australia | Vietnam        | 2008 |
| Copa Asiática Femenina de la AFC      | Australia | China          | 2010 |
| Torneo Preolímpico Femenino de la AFC | Australia | Japón          | 2016 |
| Torneo de Naciones                    | Australia | Estados Unidos | 2017 |
| Copa de Naciones                      | Australia | Australia      | 2019 |

(*) Incluyendo la Selección

### Distinciones individuales
| Distinción          | Año     |
| ------------------- | ------- |
| Medalla Julie Dolan | 2012-12 |
| Medalla Julie Dolan | 2017-18 |